# Islampur
Isalampur (beng. ইসলামপুর) – miasto w Indiach, w Zachodnim Bengalu.